# الجمعية الأمريكية للتحليل الفني
الجمعية الأمريكية للتحليل الفني CMT Association هي جمعية عالمية غير ربحية للمحللين الفنيين، يقع مقرها الرئيسي في مدينة نيويورك، ووتقدم خدماتها أكثر من 4500 متخصص في عمليات تحليل السوق في قرابة 137 بلد. وتعد الجمعية هيئة اعتماد عالمية تتمتع بخبرة تقارب 50 عام في الخدمات المالية العالمية. تؤكد الجمعية الأمريكية للتحليل الفني أن الفرد مؤهل لاستخدام التحليل الفني من خلال تسمية فني السوق المعتمد (CMT).

## فني السوق المعتمد
توفر الجمعية الأمريكية للتحليل الفني معيار ذاتي للكفاءة. برنامج فني السوق المعتمد هو سلسلة اختبارات تثبت الكفاءة في التحليل الفني. يحصل المرشحون للعضوي الذين يجتازون مستويات الاختبار الثلاثة للبرنامج، والذين أيضا هم أعضاء في الجمعية، على تسمية فني السوق المعتمد (CMT)، والتي تشهد بأن الفرد مؤهل لاستخدام التحليل الفني.

### مواضيع ذات علاقة
- هيمنة السوق [الإنجليزية]
- مقياس القيمة
- تقلب المال
- مضاربة
- سوق السلع الأساسية
- استثمار مصغر
- استراتيجية الاستثمار
- معدن ثمين
- معالج البيانات المالية
  - استثمار الذهب
  - استثمار الفضة
  - البلاتين كاستثمار
  - البلاديوم كاستثمار
  - الضرائب على المعادن الثمينة

## روابط خارجية
- الموقع الرسمي لجمعية الأمريكية للتحليل الفني